# 須藤佳代子
須藤 佳代子（すどう かよこ、1957年4月1日 - ）は、日本の元女子バレーボール選手、元全日本選手。

## 来歴
東京都世田谷区出身。中学1年よりバレーボールを始める。八王子実践高校を経て、1975年に富士フイルム女子バレーボール部に入部。
1977年から1978年にかけて全日本に選出され、ワールドカップ金メダルおよび世界選手権銀メダルを獲得。
1979年から1981年まで富士フイルムの主将を務め、第12回日本リーグでサーブ賞を獲得した。1981年に現役引退後は富士フイルム本社で女子社員の労務関係の仕事をしていた。

## 球歴
- 全日本代表 - 1977-1979年
- 全日本代表としての主な国際大会出場歴
  - ワールドカップ - 1977年
  - 世界選手権 - 1978年

## 受賞歴
- 1976年 - 第9回日本リーグ 新人賞
- 1979年 - 第12回日本リーグ サーブ賞、ベスト6

## 所属チーム
- 世田谷区立桜木中学校
- 八王子実践高校
- 富士フイルム（1978-1981年）